# راتشيل مادو
راتشيل مادو (بالإنجليزية: Rachel Maddow)‏ مذيعة وإعلامية أمريكية ليبرالية ولدت في 1 أبريل 1973. تقدم برنامج راتشيل مادو (بالإنجليزية: The Rachel Maddow Show)‏ على شبكة إم إس إن بي سي الإخبارية. من أبرز وأشهر المذيعات ومقدمات البرامج الأمريكيات ويحظى برنامجها شبه اليومي على نسبة مشاهدة عالية . تعدّ أحد أبرز الرموز الليبرالية في أمريكا وكثيراً ما تدخل في جدال ونقاش مع اليمين الأمريكي وقادة الحزب الجمهوري.

## روابط خارجية
- راتشيل مادو على موقع IMDb (الإنجليزية)
- راتشيل مادو على موقع الموسوعة البريطانية (الإنجليزية)
- راتشيل مادو على موقع ألو سيني (الفرنسية)
- راتشيل مادو على موقع ميوزك برينز (الإنجليزية)
- راتشيل مادو على موقع أول موفي (الإنجليزية)
- راتشيل مادو على موقع إن إن دي بي (الإنجليزية)
- راتشيل مادو على موقع قاعدة بيانات الفيلم (الإنجليزية)
- راتشيل مادو على موقع كينوبويسك (الروسية)